# Тайванське генерал-губернаторство

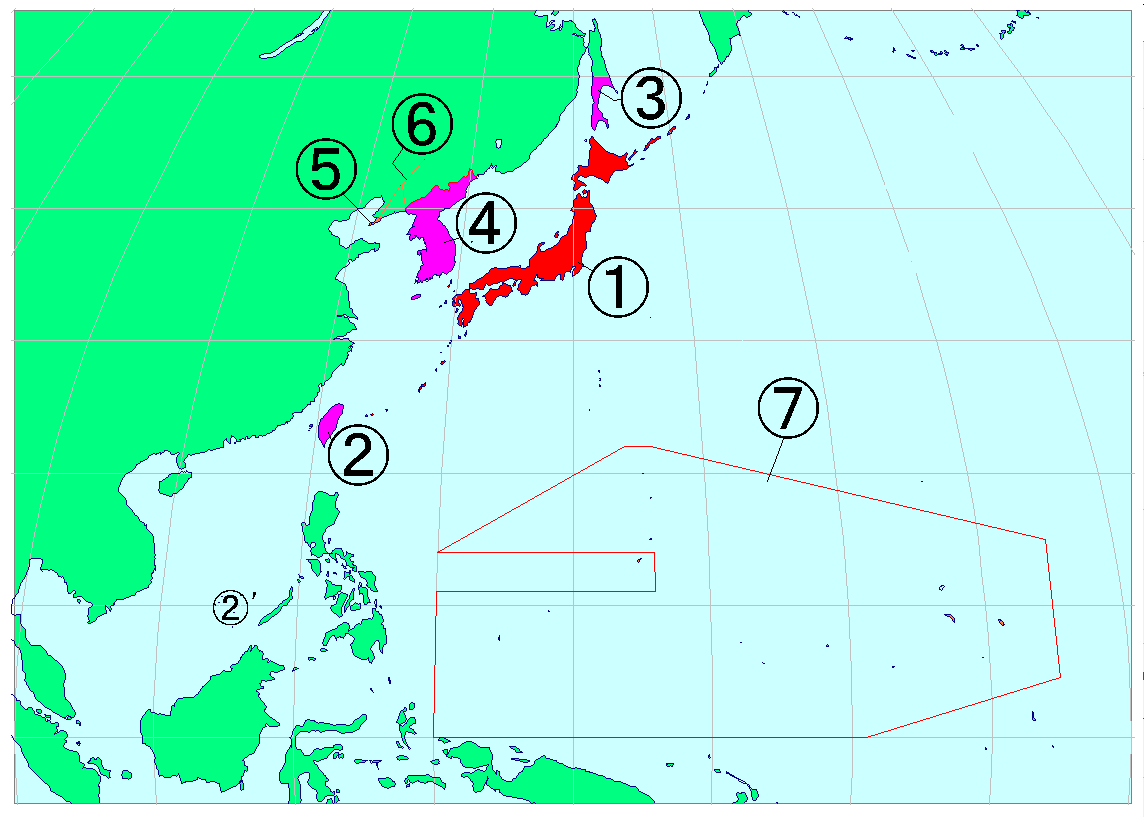
2. Тайванське генерал-губернаторство.

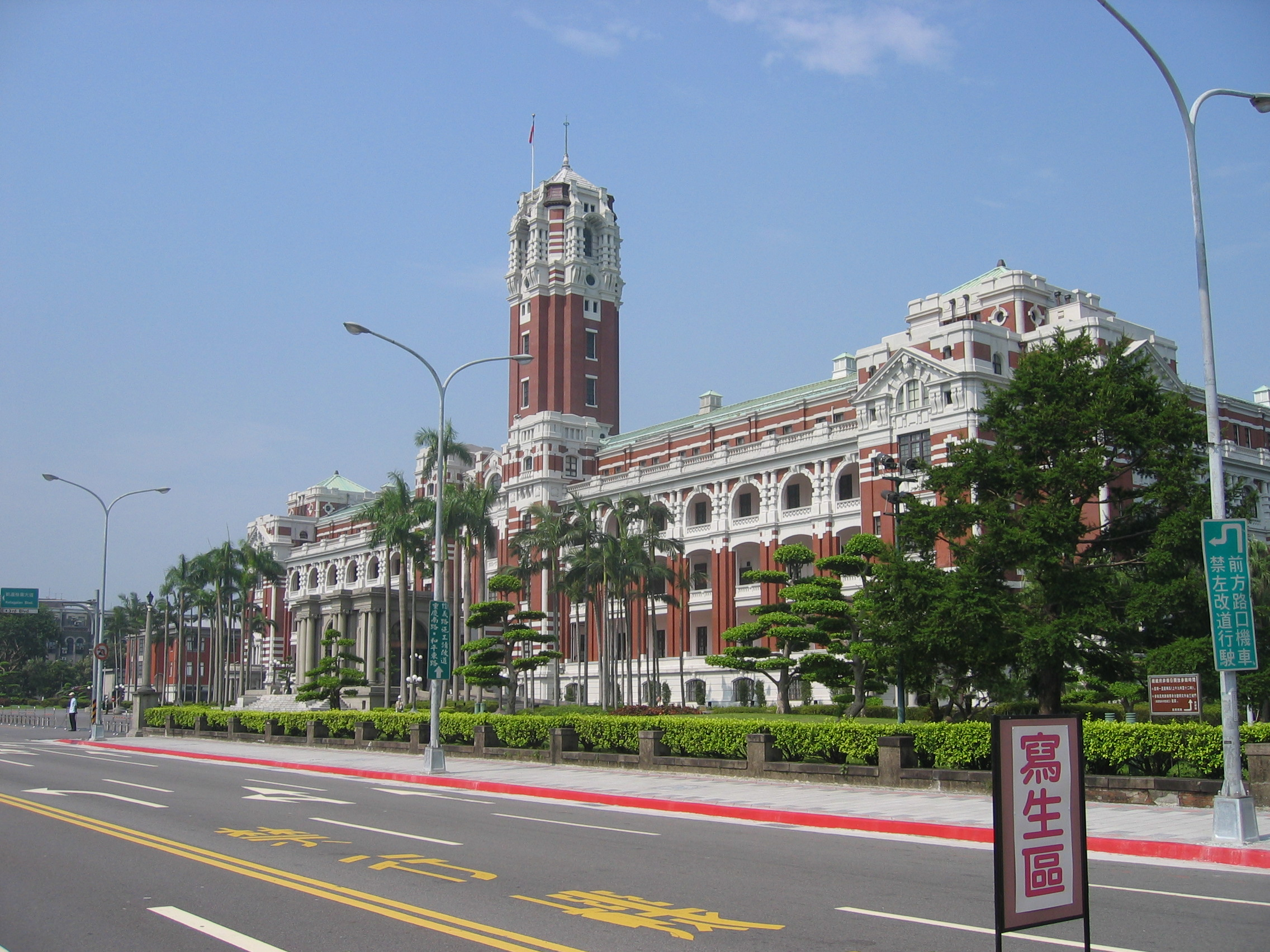
Президентський палац РК (колишня резиденція генерал-губернаторів).

Тайва́нське генера́л-губерна́торство (яп. 【台湾総督府】, たいわんそうとくふ, Тайван сōтоку-фу) — адміністративно-територіальна одиниця Японської імперії в 1895—1945 роках на Тайвані й прилеглих островах, генерал-губернаторство. 

## Опис
Створене 17 червня 1895 після перемоги Японії у японсько-цінській війні й приєднання Тайваню. На момент створення було військово-колоніальною установою.
За положенням від 1896 про Тайванське генерал-губернаторство перетворювалося на окрему адміністративно-територіальну одиницю. Очолювалося генерал-губернаторами, які призначалися винятково з числа японських генералів або генерал-лейтенантів армії чи флоту; вони були повноважними управителями Тайваню у цивільних і військових справах. Адміністративний центр і резиденція генерал-губернатора розташовувалася в місті Тайпей.
До 1919 усі чиновники генерал-губернаторства були військовими; згодом Тайванське головнокомандування було відокремлене від адміністрації генерал-губернаторства, а чиновницькі посади змогли займати цивільні особи.
У 1936 японська влада повернула систему, що існувала до 1919. Уряд генерал-губернаторства складався з внутрішнього відділу (цивільні справи, фінанси, економіка, поліція), юридичної палати, відділу комунікацій, відділу торгівлі, а також регіональних урядів. Японська колоніальна влада проводила пацифікацію етнічного китайського й аборигенного населення, японізацію освіти й культурної сфери, встановила монополію на торгівлю опіумом і тютюном, займалася продажем тайванської цінної деревини до Японського архіпелагу. Ліквідоване 25 жовтня 1945 після поразки Японії у Другій світовій війні та передачі Тайваню Китайській Республіці.

## Військо
- З 22 вересня 1944 року по 15 серпня 1945 року перебувало під захистом 10-го фронту Імперської армії Японії.

## Генерал-губернатори
Генерал-губернатори Тайваню (яп. 【台湾総督】, たいわんそうとく, Тайван сōтоку).
1. Кабаяма Сукенорі (10 травня 1895 — 2 червня 1896);
2. Кацура Таро (2 червня 1896 — 14 жовтня 1896);
3. Ноґі Маресуке (2 жовтня 1896 — 26 лютого 1898);
4. Кодама Ґентаро (26 лютого 1898 — 11 квітня 1906);
5. Сакума Самата (11 квітня 1906 — 1 травня 1915);
6. Андо Садайоші (1 травня 1915 — 6 червня 1918);
7. Акаші Мотоджіро (6 червня 1918 — 29 жовтня 1919);
8. Ден Кенджіро (29 жовтня 1919 — 6 вересня 1923);
9. Учіда Какічі (6 вересня 1923 — 1 вересня 1924);
10. Ідзава Такіо (1 вересня 1924 — 16 липня 1926);
11. Каміяма Міцуношін (16 липня 1926 — 16 червня 1928);
12. Кавамура Такеджі (16 червня 1928 — 30 липня 1929);
13. Ішідзука Ейдзо (30 липня 1929 — 16 січня 1931);
14. Ота Масахіро (16 січня 1931 — 3 березня 1932);
15. Мінамі Хіроші (3 березня 1932 — 1 травня 1932);
16. Накаґава Кендзо (1 травня 1932 — 2 вересня 1936);
17. Кобаяші Сейдзо (2 вересня 1936 — 27 листопада 1940);
18. Хасеґава Кійоші (27 листопада 1940 — 30 грудня 1944);
19. Андо Рікічі (30 грудня 1944 — 25 жовтня 1945).